# Batalla de Settepozzi
La batalla de Settepozzi fou un enfrontament naval esdevingut a la primera meitat del 1263 davant de l'illa grega de Settepozzi (nom italià medieval de Spetses) entre una flota conjunta de genovesos i romans d'Orient i un estol més petit de venecians.
Els genovesos i els romans d'Orient havien estat aliats contra Venècia des del Tractat de Nimfèon del 1261, mentre que Gènova portava des del 1256 lluitant contra Venècia en la guerra de Sant Saba. 48 naus genoveses que estaven de camí a la plaça forta romana d'Orient de Monembasia es trobaren amb 32 naus venecianes. L'atac dels genovesos es veié frustrat pel fet que dos dels seus quatre almiralls es mantingueren al marge de la contesa, així que els venecians els derrotaren amb facilitat, en capturaren quatre vaixells i els infligiren baixes considerables.
La victòria dels venecians i la timidesa que havien mostrat els genovesos davant seu tingueren un profund impacte polític. Els romans d'Orient començaren a distanciar-se de la seva aliança amb Gènova i refer ponts amb Venècia. Aquests contactes desembocaren en la signatura d'un pacte de no-agressió de cinc anys el 1268. A partir d'aleshores, els genovesos evitaren la confrontació directa amb la flota veneciana i adoptaren una estratègia de cors, cosa que no els estalvià una derrota encara més aclaparadora en la batalla de Trapani el 1266.